# Noël (Josh Groban)
Noël è un album discografico natalizio del cantante statunitense Josh Groban, pubblicato nel 2007.

## Tracce
1. Silent Night – 4:11
2. Little Drummer Boy (feat. Andy McKee & Gigi Hadid) – 4:20
3. I'll Be Home for Christmas – 4:15
4. Ave Maria – 5:17
5. Angels We Have Heard on High (feat. Brian McKnight) – 3:32
6. Thankful – 4:50
7. The Christmas Song – 3:54
8. What Child Is This? – 3:53
9. The First Noël (feat. Faith Hill) – 4:34
10. Petit Papa Noël – 4:05
11. It Came Upon a Midnight Clear – 4:13
12. Panis Angelicus – 4:19
13. O Come All Ye Faithful (feat. Mormon Tabernacle Choir) – 4:38